# スペースチェイサー
『スペースチェイサー』 (SPACE CHASER) はタイトーから1979年にリリースされたアーケードゲーム。アップライト筐体の定価は70万円。

## ゲームのルール
- 8方向レバー、1ボタン（加速）でスペースシップを操作しながら、全てのドットを取る。
- 敵ミサイルは最初赤のみだが、もう一つ白も出てくる。追いかけ方は他のドットイートと比べて1面早々からかなりの執拗ぶりでプレイヤーを選ばんばかりである。
- ステージ3からは中間に黄緑のゾーンが出て来る。ここでは敵ミサイルの速度が早くなる。
- 燃料のボーナス持ち点は最初の4000点。加速ボタンを使うとボーナス得点が減ってしまう。
- また、DOTが少なくなるとミサイルの速度が速くなる。加速ボタンを使うと面クリア時の得点が減ってしまう為、使わずに逃げ切るのが高得点へのコツの一つ。
- スペースシップが全部破壊されるとゲームオーバー。

## 移植作品
- PlayStation版 - 2000年10月26日、「スペースチェイサー2000」としてサクセスより発売（SuperLite1500シリーズ）。アーケードの移植に加え、グラフィックやルールが刷新されたアレンジメントモードも用意する。
  - PlayStation版 - 2002年1月24日、「アーケードクラシック集 3in1」の収録タイトルとしてサクセスより発売（SuperLite 3in1シリーズ）。クイックス、クレージーバルーンと共に収録。内容的には上記「スペースチェイサー2000」と同じもの。
- PlayStation 2版 - 2007年1月25日発売のタイトーメモリーズII 上巻に収録。オプション設定では難易度、プレイヤーの残数変更、ボタンの割り当て変更などが可能。